# プルーンチット通り
座標: 北緯13度44分37.1秒 東経100度32分43.4秒 / 北緯13.743639度 東経100.545389度
プルーンチット通り(プルーンチットどおり、泰: ถนนเพลินจิต, Thanon Phloen Chit)またはプルンチット通りは、タイのバンコク中心部にある道路。
ラーマ1世通りとスクンビット通りの間の道路。道路は一日を通して渋滞が激しい。

## 接続する主な道路
- ラーマ1世通り
- スクンビット通り
- ウィッタユ通り
- ラーチャダムリ通り

## 接続する駅・路線
- プルンチット駅、チットロム駅　（バンコク・スカイトレイン）

## 周辺にある施設
- イギリス大使館
- インターコンチネンタル・バンコク
- ホリデーインホテル
- フィンランド大使館
- ゲイソン
- アマリン・タワー
  - キアットナーキン銀行本社